# 名寄村
名寄村（日语：／ Nayori mura */?）是日本統治下的樺太廳的已不存在的一村。。